# 創造アイデアロボットコンテスト全国中学生大会

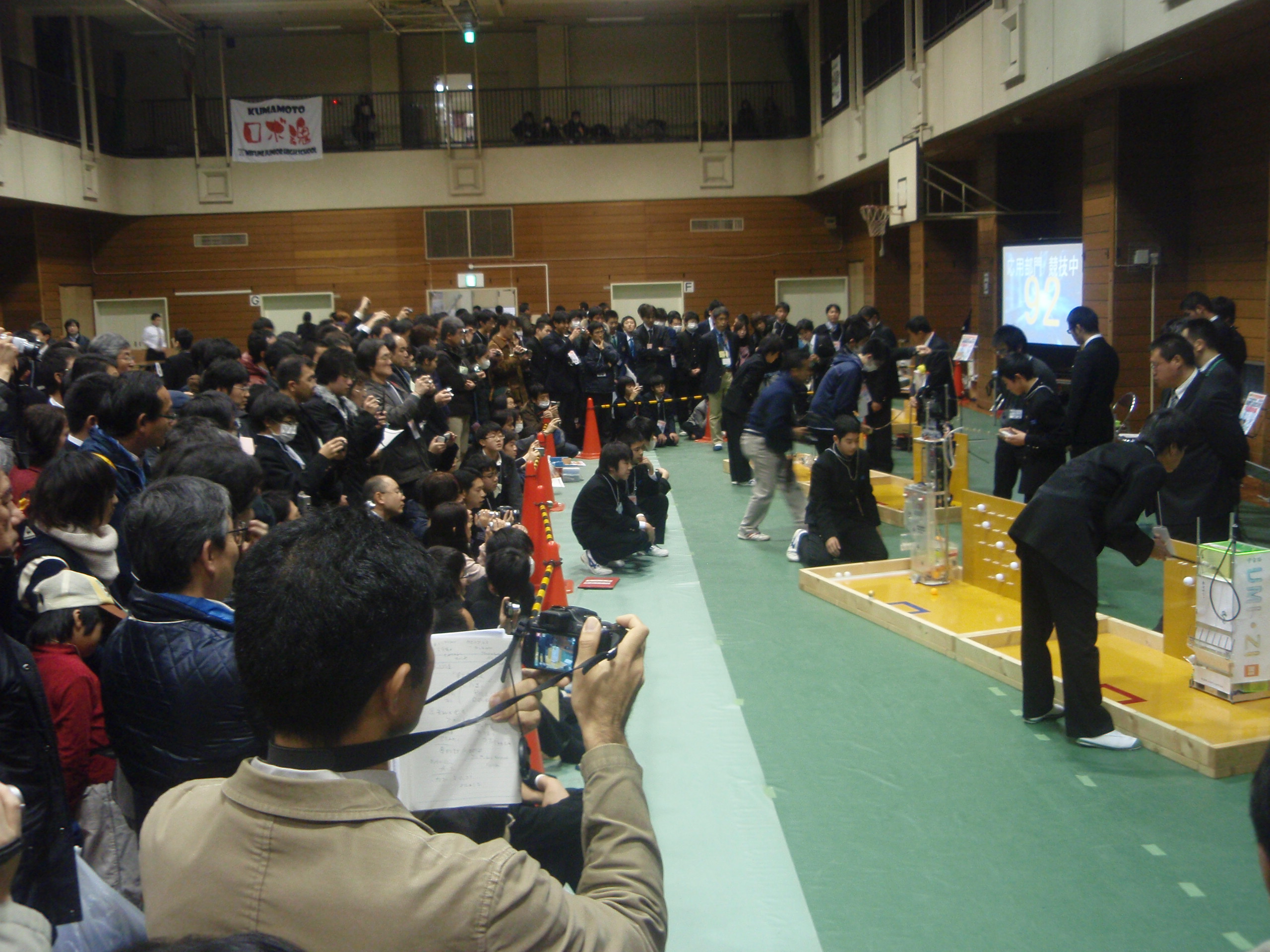
全国大会の様子（平成23年度）

創造アイデアロボットコンテスト全国中学生大会（そうぞうアイデアロボットコンテストぜんこくちゅうがくせいたいかい）とは、全日本中学技術家庭科研究会の主催するロボット競技（ロボコン）の1つ。平成12年度（2000年度）に第1回大会が開催された。

## 参加資格
大会に参加出来るロボットは、中学校の技術、家庭科、総合的な学習の時間、もしくは部活動などで製作されたロボットであることが条件である。

## 部門
平成12年度（2000年度）の第1回大会ではA部門、B部門、C部門の3部門。平成14年度（2002年度）の第3回大会からA1部門、A2部門、B部門、C部門の4部門。
平成21年度（2009年度）から授業内部門・応用部門・映像部門の3つになった。選択授業の廃止等に伴いB部門が廃止になり授業内部門が新設された。（A→授業内、B→応用と思われがちであるが前述の授業内容の変更、またレギュレーションや大会内での扱いからA→応用、B→廃止、授業内新設と考えるのが正しい）。
平成27年度（2015年度）に基礎部門、活用部門、応用部門の3部門に変更となった（授業内部門が活用部門になり、モーター2個で製作可能な初心者向けルールの基礎部門を新設）。
令和3年度（2021年度）に基礎部門、計測・制御部門、応用・発展部門の3部門に変更となった（従来の基礎部門が廃止され、活用部門が基礎部門に、応用部門が応用・発展部門となり、計測・制御部門が新設）。令和6年度（2024年度）に基礎部門、制御部門、応用部門に変更となった（計測・制御部門が制御部門に、応用・発展部門が応用部門に省略）。

### 基礎部門
モーター4個で製作可能なロボットによる競技。以前の授業内部門・活用部門と同様の難易度となっている。3つの部門の中では特に出場するチームが多い。

### 制御部門
モーター3個までの自律制御ロボットによる競技。人間による遠隔操縦は不可。

### 発展部門
モーターが最大で6個まで使用可能なロボットによる競技。もっとも複雑な内容となっている。

## 地区大会

### 概要
地区大会は、各県、地区の技術家庭科研究会によって行われる。地区大会には、都道府県単位で行う都道府県大会と、全国を六地区に分けた単位で行うブロック大会がある。
参加する生徒は、まず都道府県大会に参加し、ブロック大会、全国大会へと進んでいく形となる。
各地区大会で共通に定められているのはブロック大会から全国大会への推薦数のみであり、そのほかの事項は各地区および都道府県の技術家庭科研究会によって決定されるため、各地区大会の形式には若干違いがある。（例 賞の種類、総当りかトーナメントか、など）
大会は中学校や公共施設の体育館などで行われることが多い。

## 全国大会

### 概要
全国大会は全日本技術家庭科研究会により主催される。参加できるのは各ブロック大会で推薦を得たチームである。
また、出場状況により次点、また次点の次点が出場することが出来る。
全国大会への推薦を得たチームはロボットの画像と説明を大会前に提出しなければいけない。ブロック大会からの大幅なロボットの変更は認められておらず、審査時に提出した写真と比較される。

### 試合
一日目に審査員に対するロボットのプレゼン及び全ての試合（予選リーグと決勝トーナメント）、二日目に表彰式が行われる。
予選は各ブロックに分かれての総当たり戦で、上位2チームが決勝に進むことができる。決勝はトーナメント形式で行われる。

## 横須賀大会

### 概要
神奈川県横須賀市にて、横須賀市教育委員会と横須賀市技術・家庭科研究会を主催として開催される、神奈川県横須賀市の中学校が出場する唯一の市単位での大会である。
第1回大会は平成16年度（2004年度）に開催された。

### 特徴
都道府県大会・ブロック大会・全国大会には直接は繋がらない大会となっている。そのため競技の結果が都道府県大会などへの出場に影響することはない。
しかし、生徒たちの本戦である都道府県大会への出場を促進させるはたらきを持っており、神奈川県大会では特に横須賀市からの出場が多い。
部門は同様に基礎部門・制御部門・応用部門で分けられ、決勝トーナメントが行われる場合もある。実施要項や競技の内容などは都道府県以上の大会と同様である。

## 競技ルールの決定
それぞれの部門のルールは全国ロボコン運営事務局のルール検討会議によって決定される。
ルール検討会議により選出された代表県が原案を作成し、それにルール検討会議で若干の修正を加え最終的に決定した案を発表する形となっている。
毎年大会ホームページで発表される。

## 競技ルール

### 2025年
基礎部門「積み上げ達人」
制御部門「Mission is “整地！2025” by プログラムカー」
応用部門「ジ・メッセージタワー２」

### 2024年
被災地の復旧が大きなテーマとなっており、支援物資の運搬や瓦礫の撤去などが競技の内容となっている。
計測・制御部門が制御部門へ、応用・発展部門が応用部門と名称変更された。また、レギュレーションが一部変更され、基礎部門がモーター数3個まで、制御部門は電源電圧が9.6Vまでとなった。
基礎部門「Let's collect, carry, and load!」
制御部門「Mission is "整地！" by プログラムカー」
応用部門「メッセージタワー２」

### 2023年
基礎部門「Ace in the hole 3」
計測・制御部門「ワクワク！ ロボット定植 」
応用・発展部門「もっと支援物資を運搬せよ！」

### 2022年度
前回に引き続き、各部門がオンライン対戦を意識したルールになり、全国大会は実際にZoomによるオンライン開催となった。
基礎部門のレギュレーションが「3年間で複数回参加可能」に戻された。
基礎部門「Ace in the hole 2」
- 基本ルールは前年度「Ace in the hole」と同じ。
- 2本の「お邪魔アイテム」が相手チームにより設置され、ゴール可能な数が6か所に変更。

計測・制御部門「ドキドキ！ ロボット収穫祭」
- 基本ルールは前年度と同じ。
- コースに壁が設置され、難易度が上がった。

応用・発展部門「支援物資を運搬せよ！」

### 2021年度
部門が再編。新型コロナウイルス感染症の影響により、各部門がオンライン対戦を意識したルールになり、全国大会は実際にZoomによるオンライン開催となった。
基礎部門のレギュレーションが「3年間で操縦者・アシスタント含め1回のみの参加」と設定され、1,2年生が基礎部門に出場した場合、次年度以降の大会の基礎部門には参加できなくなった。
基礎部門「Ace in the hole」
- 部門再編により、競技コートの大きさやロボットの規格が以前の「活用部門」と同様になった。
- 長さ230mmのスポンジ製の筒状のアイテムを、自陣コート内に横倒しにして設置。
- アイテムを持ち上げ、垂直に立てた状態でゴールする。

計測・制御部門「ドキドキ！ ロボット収穫祭」
- 部門再編により新設された、自律制御式ロボットで競技する部門。
- スタート地点から約1.2m前方に設置されたボールをロボットによって自動的に「収穫」し、再びスタート地点に帰ってくる。
- 90秒間で収穫できた個数で勝敗が決する。

応用・発展部門「ロボットレスキュー隊出動！」
- 以前の「応用部門」にあたる部門。部門再編により名称が変更された。

### 2020年度
新型コロナウイルス感染症の影響により、全国大会は2021年度に「延期」となった。

### 2019年度
基礎部門「BASIC DIVISION 2019」
活用部門「Lift or drop a block」
- 100mm角の穴あき発泡ブロックを、11か所のゴール（縦向き4、横向き7）に差し込んで積み上げていく。
- 横向きゴールのうち6か所は可動式で、棒を引くことで相手がゴールしたブロックを落とせる。
- 場所・高さに関係なく、ゴールしたブロック1個1点で判定。

応用部門「復興への願い2」
- がれきを撤去する作業にあたり被災地を復旧させるための復旧ロボットと、被災地の方々に元気を届けるためのメッセージロボットによる競技
- 復旧ロボットは、ペットボトル。スチール缶、牛乳パックを回収し、分別して収納する。モーターは7個まで、うち移動用は３つまで。サーボモーターは使用不可。有線リモコンによる操作。
- メッセージロボットは、復旧ロボットからの信号を受けて木登りのあと、メッセージを発信する。モーターの種類、数は制限しない。自律動作すること。
- ロボットの大きさは600×600×600mm

### 2018年度
基礎部門「BASIC DIVISION 2018」
活用部門「Pile up a block」
- 100mm角の穴あき発泡ブロックを、垂直に立てられたVP管のゴールに差し込んで積み上げていく。
- 積み上げた場所・高さに関係なく、ゴールしたブロック1個1点で判定。

応用部門「復興への願い」

### 2017年度
基礎部門「はじめてのおつかい2017」
- 基本ルールは前年度「はじめてのおつかい2016」と同じ。
- 試合時間内に運ぶアイテム（単3電池 - 単1電池）の個数が無制限、往復回数も無制限に変更。

活用部門「Put or take colorball」
- プラコップ製のゴールに直径60mmのボールをより多く入れた方が勝利。
- ゴール内のボールは、一定の条件下で取り出しが認められる。

応用部門「つむつむライン」
- ゴールに筒状のアイテムを積み重ね、縦・横・斜めに自色が3個並べば得点となる競技。

### 2016年度
基礎部門「はじめてのおつかい2016」
- 基本ルールは前年度「はじめてのおつかい2015」と同じ。
- コースを最大4往復してより多くのアイテム（単4電池 - 単1電池）を運んだ方が勝利となる。

活用部門「積んで、回して、Pコップ」
- 基本ルールは前年度「Reversi of Paper cup」と同じ。
- ロボットの大きさが300×300×450mmに変更。
- 紙コップアイテムが2種類となり、2段積みや3段積みが可能となった。

応用部門「The 綱引2」
- 基本ルールは前年度「The 綱引」と同じ。
- 9本のロープに加え、2本の棒も引き合うことになった。
- 使用するモーターは直径25mmまでのもの。

### 2015年度
基礎部門「はじめてのおつかい2015」
- 2足～6足歩行のロボットで片道1200mmのコースを往復し、タイムを競う。
- ロボットの大きさは200×200mm、高さ制限なし。使用するモーターは2個まで。
- 電源は、公称電圧1.5V以下の乾電池または充電式電池を2つまで。

活用部門「Reversi of Paper cup」
- 2個の紙コップをつなぎ合わせたアイテムをひっくり返し、より多く自チームの色にする競技。
- ロボットのレギュレーションは以前の授業内部門と同様。ただし、使用するモーターは4個までに増えた。

応用部門「The 綱引」
- 9本のロープを引き合い、より多くのロープを自陣に引き込む競技。
- メインロボットは5kgまでという重量制限あり。
- 使用するモーターは直径20mmまでのものを6個まで。
- ビックリドッキリメカも綱引きに参加する。

### 2014年度
授業内部門「Gether & Put 2014」
- 基本ルールは前年度「Gather & Throw 2013」と同じ。
- 紙アイテムの他に缶アイテムが2つ追加された。
- 缶アイテムを立ててゴールしたり、積み上げてゴールしたりすればより高得点になる。

応用部門「Shooting Star Second-season」
- 基本ルールは前年度「Shooting Star」と同じ。

### 2013年度
授業内部門「Gether & Throw 2013」
- 基本ルールは前年度「Gather & Throw」と同じ。
- 必ず壁越しにアイテムを送らなければならなくなった（前年度のようにスロープからアイテムを押し出せない）
- 互いに向かって右半分のエリアからしかアイテムが送り込めないよう制限された。
- 故意に相手への妨害をした場合はファールとなった。

応用部門「Shooting Star」
- 自陣エリアにあるアイテム（直径60mmのポリエチレンボール）を2分30秒間に相手エリアに送り込む競技である。
- 得点は、競技の終了時に、相手エリアにいくつアイテムを送り込んだかによって計算される。アイテムは一個一点。得点の多いほうが勝利となる。ただし、残り試合時間30秒以降、全てのアイテムを相手エリアに送り込むことができた時点でパーフェクトゲームとなり、競技を終了し、得点を計算する。
- 今回、自立制御を取り入れたロボット、「ビックリドッキリメカ」をメインロボットとは別に製作することができるようになった。制作するかどうかはチームで決められる。またこのロボットのモーターの数、デザインは自由である。コンピューターを搭載することも可能。また、競技中にこのビックリドッキリメカを一度でも自分のビックリドッキリメカエリアの上面に触れさせ、何らかの動作をさせた場合、自分のチームに10点が入る。
- ロボットの大きさ制限は前回と同じ、400×400×600mm。使用するモーターは前年度より増えて7個までとなった。
- 電源は、公称電圧1.5V以下の乾電池または充電式電池を4つまで。ただし、ビックリドッキリメカに規制はない。
- コートは2012年度の「フライング・ゲット!!」のコートを改造し作ることもできる。

### 2012年度
授業内部門「Gather & Throw」
- A4用紙を丸めた紙アイテムを互いに相手のコートに投げ入れあって、最終的にコート内のアイテムが少ないほうが勝利するルールとなった。
- ロボットの高さ制限が300mmに変更された。幅・長さは従来通り300mm。
- 競技終了時にロボットが自コートからはみ出ていたり、コート側面の壁に接触していたりすると10点の減点となる。
- ロボットの動力源として1.2Vの単三形充電池2個または1.5Vの単三形電池2個のいずれも使用可能になった。

応用部門「フライング・ゲット！！」
- 30個のバドミントンシャトルをコート中央にある7つのゴールに投げ入れる。ゴール上のシャトルが相手よりも多ければ、そのゴールは自チームの獲得ゴールとなる。最終的に獲得ゴールが多いチームが勝利となる。
- ロボットの大きさ制限は、400×400×600。使用するモーターは6個まで。
- 電源は公称電圧1.5V以下の乾電池または充電式電池を4つまで。
- 1チーム2名から6名となった。

### 2011年度
基本的なルールのベースは2009年度のものになっている。
授業内部門「お掃除ロボットFinal」
- ルールの変更点
  - 前回と同様にA6用紙を丸めたゴミと乾電池をばら撒くのだが、ゴミが25個、乾電池が単三形4個になった。
  - 乾電池は「お宝アイテム」であり、掃除してロボット内に取り込んでしまうと5点減点となる。
  - コート中央部に長さ250mmの障害物が2個設置された。

応用部門「商品陳列」
- ルールの変更点
  - 前回とは逆に、コンパネ上に置かれているピンポン玉やゴルフボールをゴール板に乗せていく競技。
  - 相手チームのアイテム置き場にオレンジのピンポン玉12個、黄色のゴルフボール8個、白のピンポン玉2個をセッティングする。
  - さらに、相手チームのゴール板の格段に白のゴルフボール（品質保存剤）を1個ずつセッティングする。
  - ロボットを用いて、全5段のゴール板の奇数段にオレンジのピンポン玉、偶数段に黄色のゴルフボールを乗せていく。その際、相手チームがセットした白のゴルフボールを落としてしまうと、その段は無得点となる。
  - 白のピンポン玉は熟していない実であり、ゴールすると減点される。触れるだけでは減点されない。
  - 全てのアイテムをゴールし、コート中央に生産者表示アイテム（チーム名を記入したゴルフボール）をセットしたらパーフェクトとなる。

### 2010年度
基本的なルールのベースは2009年度のものになっている。
授業内部門「お掃除ロボット2010」
- ルールの変更点
  - 今年から部活動などでの活動をしている所は規制され、応用部門を推奨されるようになった。（ただし県大会には出られる）
  - 前回と同様にごみをばら撒くのだが、新たに粗大ゴミ（単一乾電池）が追加された。
  - 得点はA6用紙を丸めたゴミが1点、粗大ゴミが2点となった。
  - ばら撒く数はゴミ16個と粗大ゴミ2個となった。全国大会はゴミが26個と粗大ゴミ2個となる。
  - なお、テープで引かれているラインより後ろに戻らなくてはパーフェクトゲームと宣言できなくなった。
  - ロボットの動力として使用する電池が、1.2Vの単三形充電池2個になった。

応用部門「大収穫」
- ルールの変更点
  - 前回はコンパネ上に置かれていたピンポン玉やゴルフボールをゴール板に乗せていく競技だったが、ほぼ逆のルールになった。
  - ゴール板にはあらかじめオレンジのピンポン玉とゴルフボール、そして新たに追加された白のピンポン玉が乗っている。（相手チームの所にセッティングする）
  - 前回あった置き場にゴルフボールとオレンジピンポン玉を選別していく。
  - 白のピンポン玉は熟していない実として取ったり落としたりすると3点減点される。触れるだけは減点されない。
  - オレンジピンポン玉18個、ゴルフボール7個を選別し、白のピンポン玉3つがアイテム置き場（旧ゴール板）に残った時点でパーフェクトとなる。
  - その時、ボーナス30点のパーフェクトとなり、競技はその時点で終了する。
  - なお、共有エリアは中央エリアの3番目のみとし、板上の得点ボールと中央エリアの手前のゴルフボールとピン球を全てゴールしないと取れない。
  - 大量取りが難しくなった為、パーフェクトの難易度が高まった。

### 2009年度
大幅な部門変更があり、授業内部門、応用部門になった。
授業内部門「お掃除ロボット2009」
17.5時間程度の取り組みを想定して作成されている。
- A6用紙を丸めたゴミをお掃除する競技。制限時間は60秒、セッティングタイムは30秒。地方の大会によりセッティングタイムの有無は異なる。

ばら撒く数は15個、全国大会は20個。（20個ばら撒く地方大会もある）
応用部門「大きな木に花を咲かせましょう」
ルール
- アイテム置き場に配置したピンポン玉とゴルフボールを垂直の壁にあるゴールに乗せていく競技
- ゴールは最下段地上高100mmに3箇所、2段目地上高200mmに4箇所〜5段目地上高500mmに7箇所の合計25箇所ある。
- どちらのボールも1個1点で、同点の場合にはより高い所に多くゴールしたほうが勝ち、25点ゴールでパーフェクトゲーム。
- 隣り合わせの相手コートとの境には等間隔に共有アイテムであるピンポン玉2個、ゴルフボール3個がおかれている。
  - 自陣コート内にはピンポン玉15個、ゴルフボール5個を配置する
  - ピンポン玉のうち5個はスタート時にロボット内に取り込み可能（取り込まない場合はアイテム置き場に配置）
  - 共有アイテムは自陣の20個をゴールしてから取りに行かなくてはいけない
  - 制限時間は150秒、セッティングタイム30秒。タイムアップ時にラインより後ろに撤退していないと5点減点
  - ロボットは300mm×300mm×無制限、電圧3V、モータ4つ（FA-130,RE-140,RE-260のみ使用可）

コート
- 1800mm×900mmの化粧コンパネを2×4材で囲ったものを相手コートと横隣に並べたもの
- 手前左にスタートエリア、手前右にゴルフボール置き場、奥に垂直の壁（ゴールのある板）、スタート位置と壁の中間左にピンポン玉置き場がある。
- アイテム置き場は15mmプラスチックL字アングルで囲って（ゴルフボール置き場は右隅のため2辺、ピンポン玉置き場は中間左のため3辺）長方形をつくったものである。
- 共有アイテムは相手コートとの境界（2×4材）上に手前から300mmおきにゴルフボール、ピンポン玉、ゴルフボール、ピンポン玉、ゴルフボールの5個。
- ゴールは50mmボルトに30mmプラスチックスペーサを通してワッシャー、ナットで板に固定する。2対のボルトの間隔は30mmで、スペーサの分せまくなる。
- その2対のゴールを前述のように上まで25箇所配置したもの、ゴールとゴールの間は横に45mm。撤退ラインは手前から900mm。

解説
- 高得点を狙うには共有アイテムが必須となり、高いレベルの工作、作戦等が要求される。
- 授業以外の部活動、放課後、総合等で競技に取り組む場合は応用部門となる。しかし2009年現在、授業外で取り組んでいる場合でも授業内部門に出ることは認められている。
- 電池、コート、ロボット（大きさ、モータ数、動力等）、ライン撤退等2008年度までの旧A部門に近い設定である。
- 高さ制限は撤廃された

### 2008年度
A部門「ロボット種蒔き2008」
アイテム置き場にあるソフトテニスボール8個とコーヒーの空き缶3個をコート上の傾斜がついたベニア板に開いた11カ所の穴に置いていく競技、両アイテムとも1点で得点が多い方が勝ち。テニスボールは穴に乗っているだけなので、相手チームはベニアの下から取り除く事ができる、空き缶は取り除いてはいけない、置いては取り除かれの応酬になることが予想されるが、取り除かれないようにボールにふれたままでいることは禁止である。今までの競技以上に、相手に合わせた戦い方が要求された。
B部門「巨人の指輪」
- 150秒以内にロボットに搭載しているリングを相手コートに入れあう競技。
- セッティングタイム中にリング（VU125、厚さ15mm）をロボットに搭載する。
- 得点は、リングを相手コートに入れたリングの到達位置によって異なる。（1点エリアと2点エリアに分かれる）

### 2007年度
A部門「ぱったんゴロゴロ2007」
相手コートへ積み木のようなアイテムを送り込む競技。
アイテム置き場にある2×2材で作られたアイテムをぱったん（プラスチックダンボールをガムテープで蝶番風に取り付けられたもの）まで運び、相手コートへ送り込む、ぱったん以外で相手コートへ送り込むことは認められていない。残り30秒で2倍の大きさ・得点の「おかわりアイテム」も使用することができる。また送り込まれたアイテムは何度でも相手コートへ送り返す事ができる。当年度は、掴んで運んだり、すくって運んだりと多種多様のロボットが見られた。また、ロボットの高さに45cmの制限が設けられた。
B部門「The お片付け」
コート上に配置されている木槌を自分のネットタワーに片付ける競技。
木槌は床、中央のネットタワーの側面、上面にそれぞれ配置されている。木槌をネットタワーの上半分に片付けると2点、下半分に片付けると1点となる。全てのアイテムを2点エリアに片付けるとパーフェクトとなり、その時点で勝利が決まる。
この競技は非常に難易度が高く、全国大会でパーフェクトを達成したチームは一チームもなかった。

### 2006年度
A部門「どきどきタワー2006」
不安定な三段重ねのタワーからアイテム（ペットボトルの蓋とピンポン玉を接着剤で接合したもの）を取り出し、所定の場所に運ぶ競技。
一点、二点、四点エリアがあり、得点が高いエリアほどアイテムを置くのが難しい。二点エリアと四点エリアには1×4材の段差を超えなければ行くことは出来ない。フォークのようなアームでアイテムを一気に取り込むロボットが多かった。
また、この競技は相手と得点を競う対戦形式であるが、
- 対戦相手と干渉することが無い
- コートの領域が完全に分けられている
- 対戦相手がいなくても競技が成立する

などの点から、A部門では珍しい並行式の対戦競技であるといえる。
B部門「The Robot 笠地蔵」
頭と胴体が別々の場所に置かれた地蔵を組み立て、祠に見立てた得点ゾーンに運ぶ競技。頭は上下逆さの状態で置かれている為ひっくり返して組み立てる必要がある。

### 2005年度
A部門「THE ROBOT BOUHIKI 2005」
金属ネットに刺さっている紙製の棒（100円ショップのラック作製部品）をお互いに引きあう競技。引いて自陣に落とせば1点、6か所ある棒を立てる部分に立てれば5点。
ローラーの摩擦で引くもの、つかんで引くものなど、さまざまなロボットが見られた。
また相手を見ながら、相手が狙っている棒を先に引く戦術などが楽しめた。

### 2004年度
A部門「3-Seesaws 2004」
コート中央に設置された3つのシーソーに、アイテム（フィルムケース、スタイロフォーム）を置いて自陣のほうに傾ける競技。アイテムを掴んで持ち上げてから置いたり、かき集めていっきに置くなどのさまざまなロボットがみられた。
シーソーに体当たりして敵が置いたアイテムを落としたり、3か所のどこにアイテムを置いて傾けるかなど瞬時の戦略でめまぐるしく攻勢が入れ替わるスリリングな対決が多かった。また3つのシーソーがどちらに傾いているかを見ればよいだけなので、タイムアップ時に瞬時に勝敗が分かった。

### 2003年度
A部門「11-Ball Shooter」
コート内にある計11個のボールを相手コートに送り合う競技。相手コートにボールを送るために、中央にトンネルが、左右に坂が付いている。全国大会では、相手コートにボールを飛ばして送るロボットが多かった。

### 2002年度
A部門「Build up Barricade」
コート中央に置かれたフイルムケースを、自分のエリアの階段状のアイテム置き場に置く競技。高さが三段階あり、高いところほど得点が高い。